# Tomas Rukas
Bản mẫu:Eastern Slavic name
Tomas Gintarasovich Rukas (tiếng Nga: Томас Гинтарасович Рукас; sinh ngày 4 tháng 9 năm 1996) là một cầu thủ bóng đá người Litva-Nga thi đấu cho F.K. Zenit-2 Sankt Peterburg.

## Sự nghiệp câu lạc bộ
Anh ra mắt chuyên nghiệp tại Giải bóng đá chuyên nghiệp quốc gia Nga cho FC Sibir-2 Novosibirsk vào ngày 5 tháng 9 năm 2013 trong trận đấu với FC Sakhalin Yuzhno-Sakhalinsk.
Vào ngày 20 tháng 7 năm 2017, anh ký bản hợp đồng 4 năm cùng với F.K. Zenit Sankt Peterburg.

## Đời sống cá nhân
Anh là anh em sinh đôi của Andrius Rukas.